# Gérard Loiselle
 (mai 2021).
Si vous disposez d'ouvrages ou d'articles de référence ou si vous connaissez des sites web de qualité traitant du thème abordé ici, merci de compléter l'article en donnant les références utiles à sa vérifiabilité et en les liant à la section « Notes et références ».
Pour l’article homonyme, voir Loiselle.
Gérard Loiselle (15 avril 1921-21 décembre 1994) est un courtier d'assurances, marchand et homme politique fédéral du Québec.

## Biographie
Né à Montréal, Gérard Loiselle est conseiller municipal de Montréal à plusieurs reprises, soit de 1950 à 1951, en 1954, en 1957, en 1960 et en 1962. Élu en tant que député libéral indépendant dans la circonscription de Sainte-Anne lors des élections de 1957, il se rallia au Parti libéral l'année suivante. Réélu dans Sainte-Anne en 1958, 1962, 1963 et en 1965, ainsi que dans la circonscription de Saint-Henri en 1968, 1972 et en 1974, il ne se représenta pas en 1979.
Pendant sa longue carrière parlementaire, il a été secrétaire parlementaire du ministre de la Main-d'œuvre et de l'Immigration de 1968 à 1969 et du ministre des Transports de 1969 à 1970.